# Lochstein von Kilmainhamwood
Der Lochstein von Kilmainhamwood steht auf dem Friedhof der „St. John the Baptist’s Church“ (deutsch „Johannes-der-Täufer-Kirche“) im Townland Kilmainhamwood (irisch Cill Mhaighneann) südlich von Kingscourt (irisch Dun an Ri) im äußersten Osten des County Cavan auf einem Drumlin, oberhalb des Kilmainham River (irisch Abhainn Chill Mhaighneann) im County Meath in Irland.
Der etwa 1,05 m hohe und 0,45 m breite und 0,15 m dicke Lochstein hat oben ein rechteckiges Loch von etwa 0,1 × 0,15 m und darunter ein geschnitztes Ringkreuz. Die Beziehung zwischen dem Lochstein und dem Kreuz ist unklar. Das Kreuz muss dem frühbronzezeitlichen Menhir hinzugefügt worden sein, um ihn zu christianisieren.
Ein etwas kleinerer Lochstein (englisch holed stone) mit rundem Loch steht in Trim ebenfalls County Meath.